# Agathophora alopecuroides
Agathophora alopecuroides är en amarantväxtart som först beskrevs av Alire Raffeneau Delile, och fick sitt nu gällande namn av Edward Fenzl. Agathophora alopecuroides ingår i släktet Agathophora och familjen amarantväxter. Inga underarter finns listade i Catalogue of Life.